# Pyhrn-Priel
Koordinaten: 47° 43′ N, 14° 18′ O

Logo

Die Urlaubsregion Pyhrn-Priel liegt im südlichen Oberösterreich an der Grenze zur Steiermark, begrenzt durch das Kremstal und das Steyrtal im Norden. Im östlichen Teil von Pyhrn-Priel liegt ein Teil des Nationalpark Kalkalpen. Die Region ist vor allem für ihre zahlreichen Wanderwege und die unberührte Natur sowie für den Skisport im Winter durch den alpinen Ski-Weltcup in Hinterstoder bekannt.

## Gemeinden in der Region
- Edlbach
- Hinterstoder
- Klaus an der Pyhrnbahn
- Rosenau am Hengstpaß
- Roßleithen
- Spital am Pyhrn
- St. Pankraz
- Vorderstoder
- Windischgarsten

## Gebirgszüge und Gipfel
- Sengsengebirge
- Reichraminger Hintergebirge
- Haller Mauern mit Bosruck und Pyhrgas
- Warscheneckgruppe und Prielgruppe (der Ostteil des Toten Gebirgs), mit dem namensgebenden Großen Priel

Zwischen Haller Mauern und Totem Gebirge liegt der Pyhrnpass, der andere Namengeber der Region.

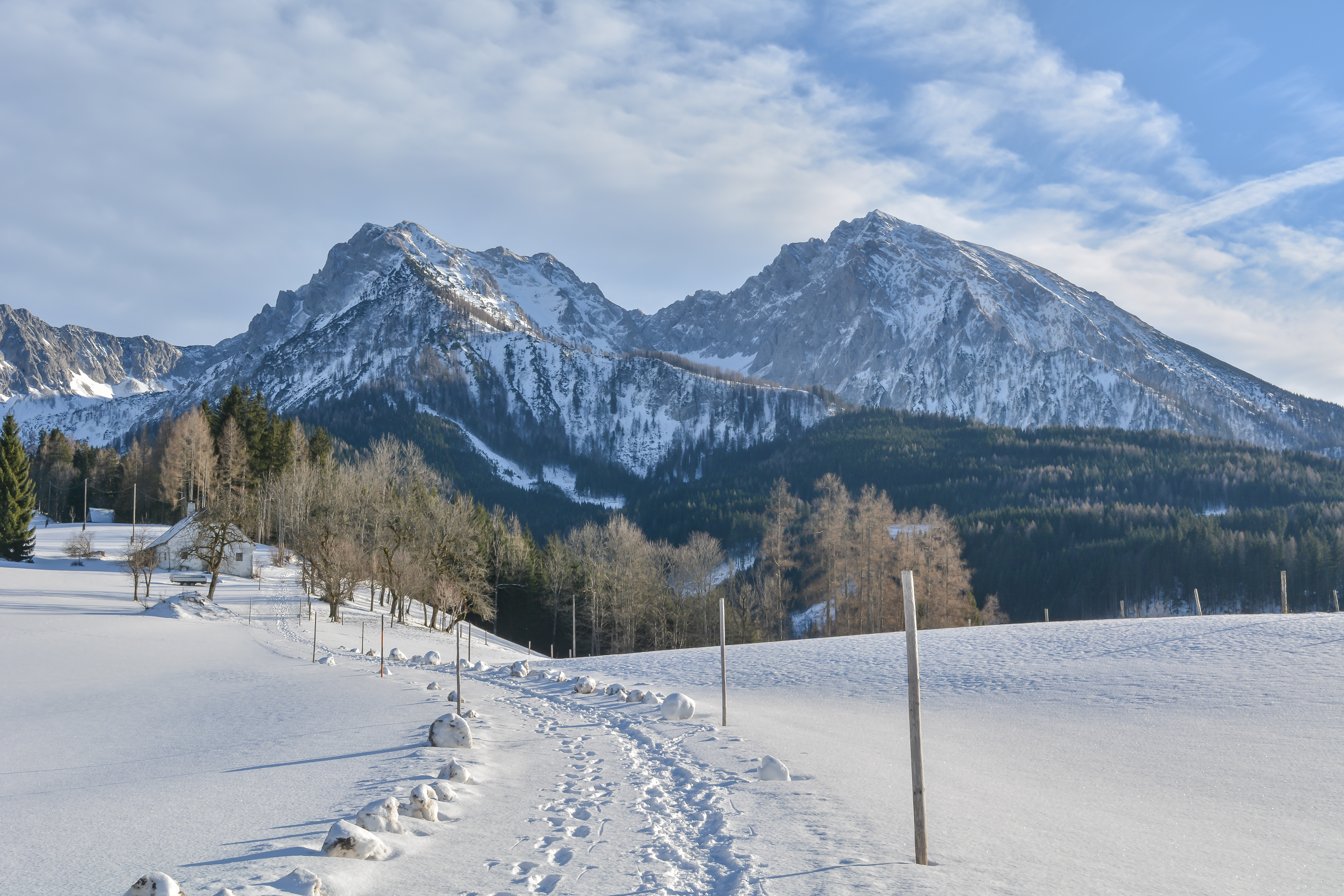
Großer und Kleiner Pyhrgas von Norden
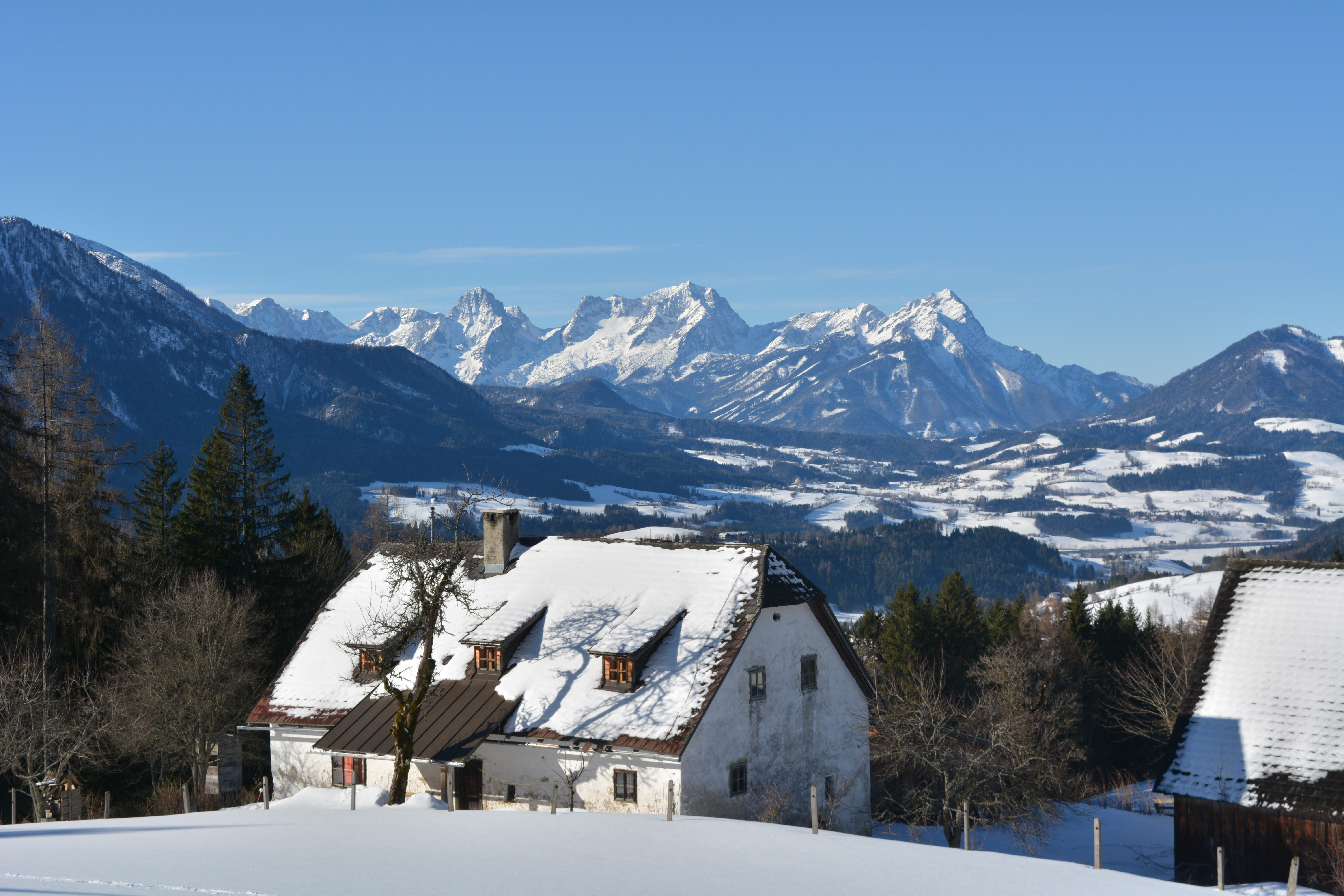
Prielgruppe
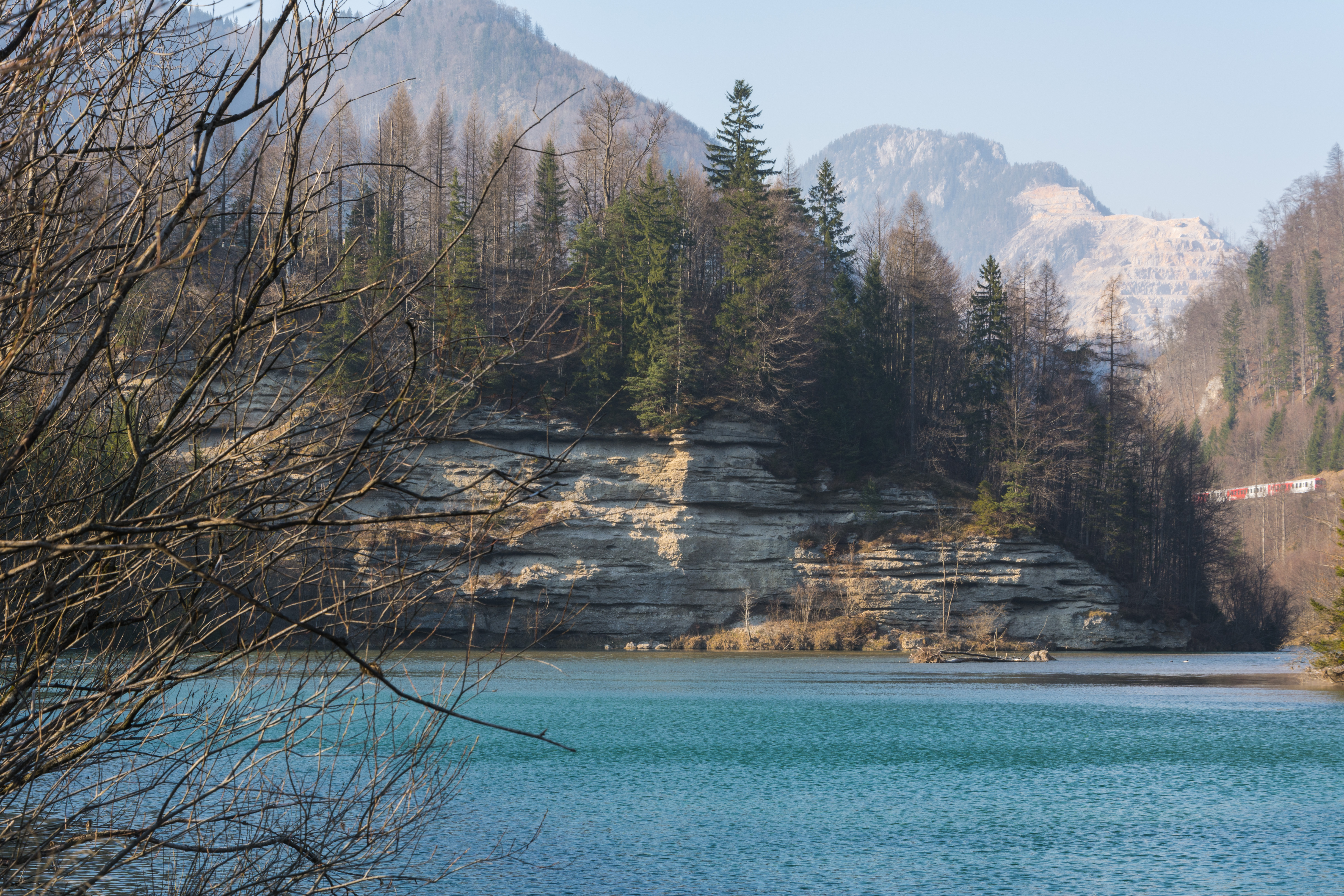
Konglomeratschlucht der Steyr
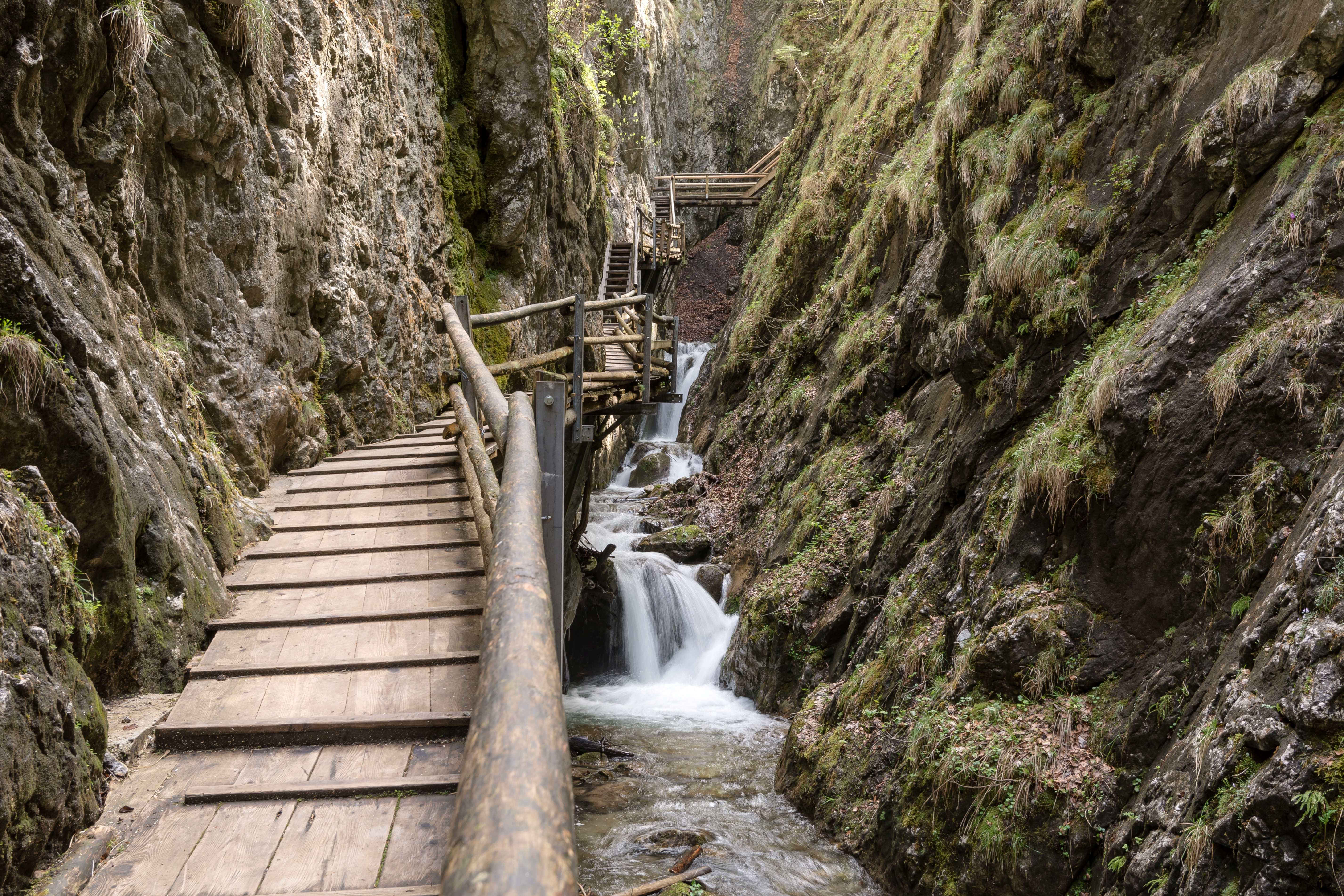
Dr. Vogelgesang Klamm
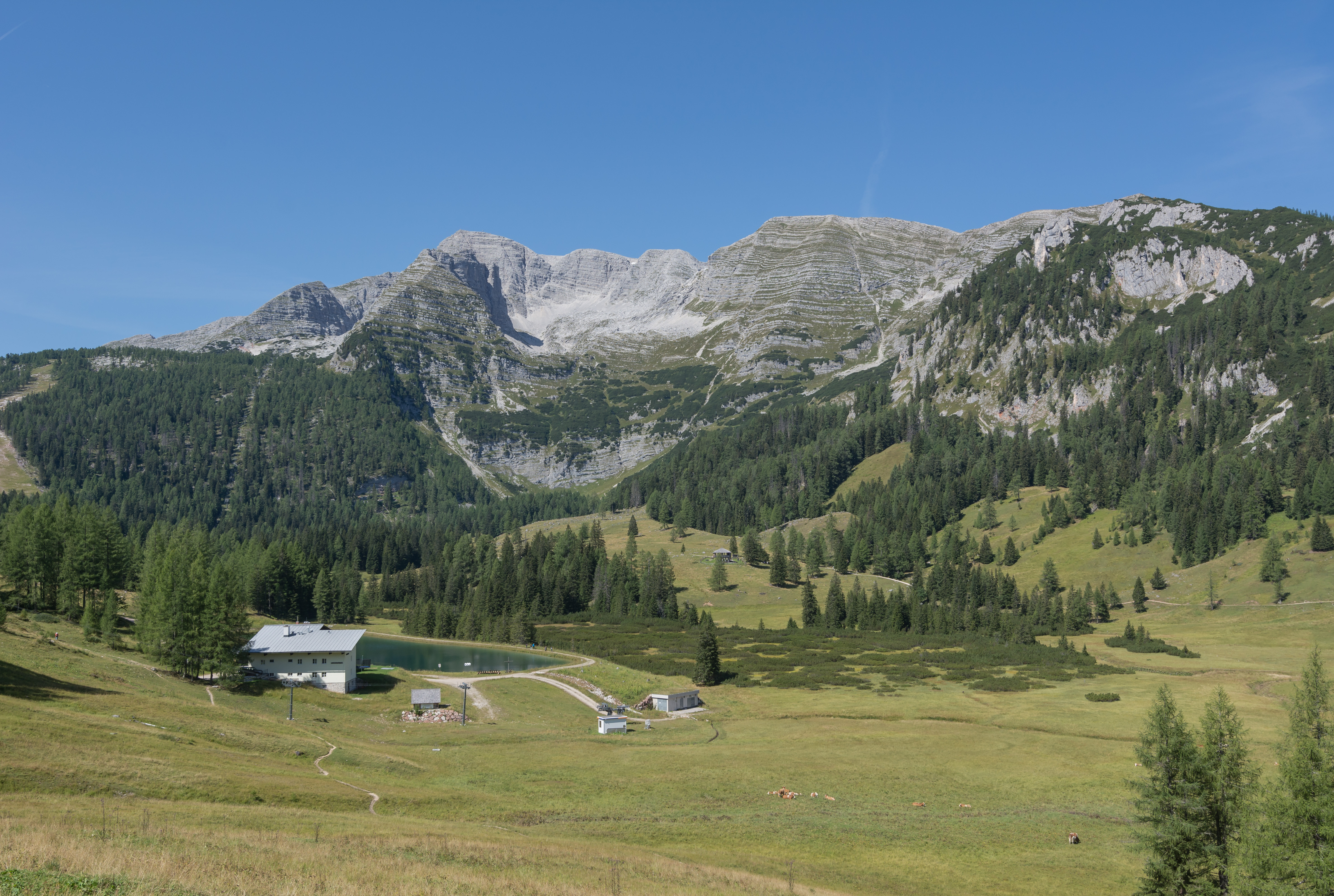
Wurzeralm
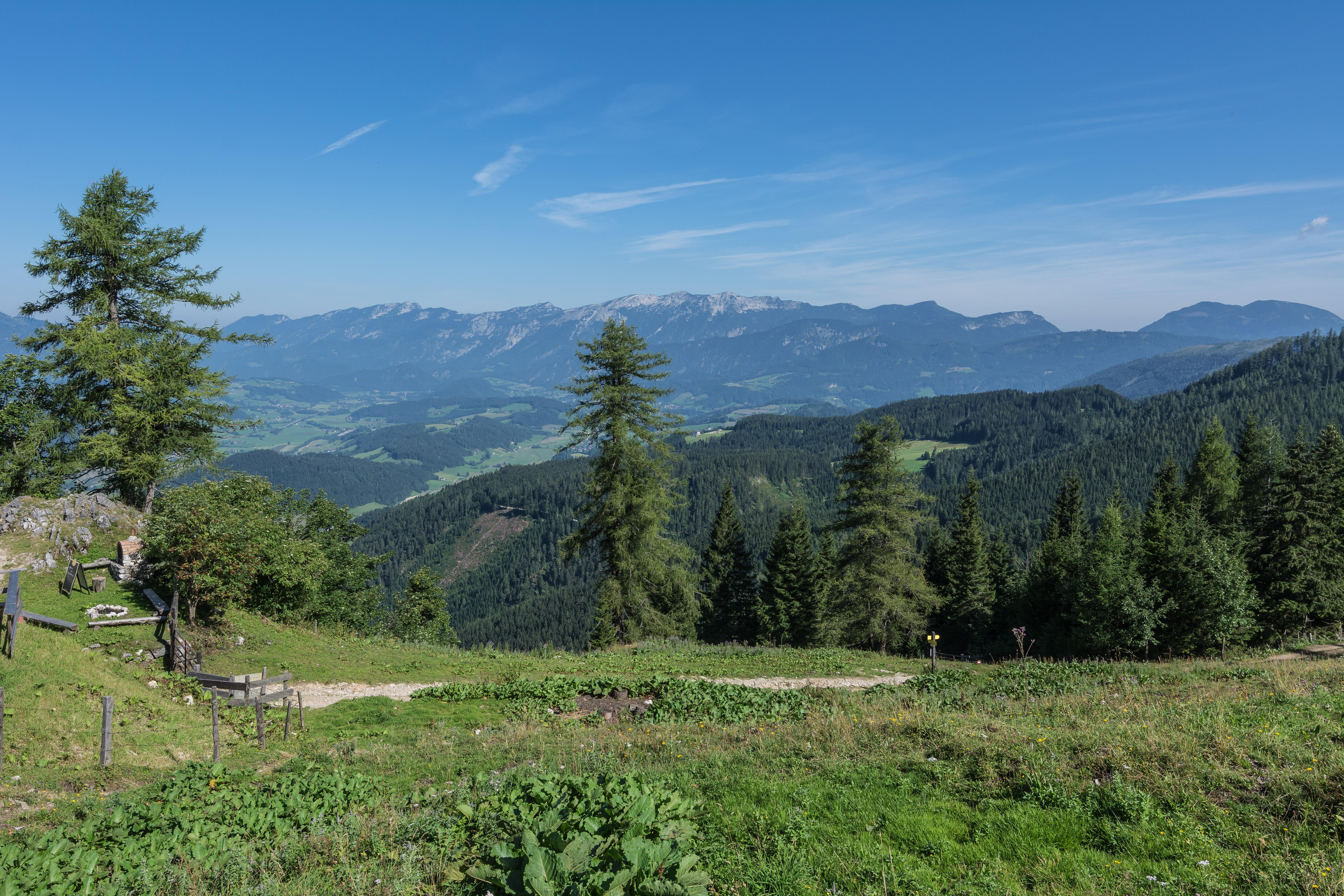
Sengsengebirge von der Hofalm gesehen